# Septum orbitaire
Le septum orbitaire (ou ligament large de la paupière) est le feuillet fibreux qui forme la limite antérieure de l'orbite et constitue la portion périphérique du plan fibro-élastique des paupières.

## Structure
Le septum orbitaire s'étend des bords orbitaires aux tarses palpébraux.
Dans la paupière supérieure, le septum orbitaire se confond avec le tendon du muscle élévateur de la paupière supérieure.
Médialement, il est mince et, se séparant du ligament palpébral médial, s'insère à l'os lacrymal au niveau de sa crête lacrymale postérieure.
Le septum est perforé par les vaisseaux et les nerfs qui passent de la cavité orbitaire au visage et au cuir chevelu.

## Anatomie fonctionnelle
Le septum orbitaire soutient le contenu orbitaire situé en arrière, en particulier la graisse orbitaire.
Il sépare les étendues antérieure et postérieure de l'orbite agissant comme une barrière physique pour empêcher une infection de la partie antérieure de l’œil de se propager vers l’arrière.

## Aspect clinique
Le septum orbitaire peut être fragilisé par un traumatisme ou en raison de maladies héréditaires.

### Imagerie
Le septum orbitaire apparaît hypointense sur les images IRM pondérées T1 et T2, contrairement à la graisse environnante hyperintense .